# لوئیس مونته‌نگرو
لوئیس فیلیپه مونته‌نگرو Cardoso de Morais Esteves (پرتغالی: [luˈiʒ mõtɨˈneɣɾu] (متولد ۱۶ فوریه ۱۹۷۳) سیاستمدار و حقوقدان پرتغالی است که از آوریل ۲۰۲۴ به عنوان صد و نوزدهمین نخست‌وزیر پرتغال مشغول کار است. او رئیس حزب سوسیال دموکرات (PSD) است و بیست و چهارمین دولت مشروطه را رهبری می‌کند.
مونته‌نگرو از سال ۲۰۰۲ تا ۲۰۱۸ عضو مجلس جمهوری از آویرو بود و بین سال‌های ۲۰۱۱ تا ۲۰۱۷ رهبری گروه پارلمانی حزب خود را بر عهده داشت. پس از شکست از روی ریو در انتخابات رهبری حزبش در سال ۲۰۲۰، او در سال ۲۰۲۲ در مقابل خورخه موریرا دا سیلوا پیروز شد و رئیس حزب سوسیال دموکرات شد.
تحت رهبری مونته‌نگرو، حزب سوسیال دموکرات (PSD) با حزب CDS-PP به توافق رسید و پیش از انتخابات قانونگذاری پرتغال در سال ۲۰۲۴، اتحاد دموکراتیک راست میانه را تشکیل داد. اتحاد دموکراتیک با ۸۰ کرسی، دو کرسی بیشتر از حزب سوسیالیست، بیشترین کرسی‌ها را در انتخابات به دست آورد. او توسط رئیس‌جمهور مارسلو ربلو د سوزا به عنوان نخست‌وزیر منصوب شد و رهبری بیست و چهارمین دولت مشروطه، یک دولت اقلیت ائتلافی، را بر عهده گرفت. دولت او در مارس ۲۰۲۵ پس از از برگزاری رأی اعتماد در بحبوحه یک ماجرای ادعایی تضاد منافع سقوط کرد، اما اتحاد دموکراتیک در انتخابات زودهنگام بعدی، اکثریت کرسی‌های خود را حفظ کرد.